# Age of the Fifth Sun
Age of the Fifth Sun è un album studio del gruppo musicale irlandese God Is an Astronaut, pubblicato nel 2010.

## Tracce
Testi e musiche di Lloyd Hanney, Niels Kinsella, Pat O'Donnell, Thomas Kinsella, Torsten Kinsella, Zachary Dutton-Hanney.
1. Worlds in Collision – 7:39
2. In the Distance Fading – 4:31
3. Lost Kingdom – 5:24
4. Golden Sky – 6:33
5. Dark Rift – 5:08
6. Parallel Highway – 3:56
7. Shining Through – 5:08
8. Age of the Fifth Sun – 6:28
9. Paradise Remains – 2:25

## Formazione
- Torsten Kinsella - chitarra, tastiere, cori
- Niels Kinsella - basso, pianoforte
- Lloyd Hanney - batteria
- Pat O'Donnell - chitarra, tastiere, sintetizzatore
- Chris Hanney - chitarra